# Георги Солунски
Георги Рангелов Солунски е български актьор и основател на промакедонистка културна организация в България.

## Биография
Георги Солунски е роден на 3 март 1939 година в радомирското село Косача. Произхожда от бежанско семейство от Егейска Македония. Живее в София и работи като актьор и асистент по режисура. На 14 ноември 1989 година той основава в София „Независима македонска асоциация – Илинден“ (ВМРО – Независима), около която се групират умерени македонисти, но въпреки това е забранена от съда. През 1998 година създава „Традиционната македонска организация (ТМО-ВМРО)“, която успешно е регистрирана като македонска културна организация от българския съд.

## Филмография
- „В името на народа“ (1984), 8 серии
- Златната река (1983)